# 玛利亚陈
玛利亚陈阿都拉，原名陈清莲，马来西亚社运分子，从政前为净选盟2.0主席。她于英国伦敦出生，也是干净与公平选举联盟（净选盟）－一个监督马来西亚选举机制的非政府组织创办人。她也是一名女权分子，是女性行动协会主席（All Women Action Society，AWAM）和雪兰莪州社区自强协会（Persatuan Kesedaran Komuniti Selangor）执行董事。
2016年11月18日，玛利亚陈曾在《2012年国家安全罪行（特别措施）法令》（SOSMA）下被扣留。11月21日，前首相马哈迪·莫哈末现身吉隆坡独立广场，与在场逾500名民众一同参与声援玛丽亚陈。